# Kanton San Vicente
Der Kanton San Vicente befindet sich in der Provinz Manabí im Westen von Ecuador. Er besitzt eine Fläche von 709 km². Im Jahr 2022 lag die Einwohnerzahl bei rund 25.000. Verwaltungssitz des Kantons ist die Kleinstadt San Vicente mit 9819 Einwohnern (Stand 2010).

## Lage
Der Kanton San Vicente liegt nordzentral in der Provinz Manabí. Der Kanton erstreckt sich entlang der Pazifikküste nördlich der Chone-Mündung. Der Hauptort San Vicente liegt am Nordufer der Mündungsbucht gegenüber von Bahía de Caráquez. Die Fernstraße E38 (Esmeraldas–Manta) führt an San Vicente vorbei.
Der Kanton San Vicente grenzt im Norden an den Kanton Jama, im Nordosten an die Parroquia San Isidro des Kantons Sucre, im Osten an den Kanton Chone, im Südosten an den Kanton Tosagua sowie im Süden an den Hauptteil des Kantons Sucre.

## Verwaltungsgliederung
Der Kanton San Vicente ist in die Parroquia urbana („städtisches Kirchspiel“)
- San Vicente

und in die Parroquia rural („ländliches Kirchspiel“)
- San Andrés de Canoa

gegliedert.

## Geschichte
Der Kanton San Vicente wurde am 16. November 1999 eingerichtet.
Im Jahr 2023 wurde Brigitte García im Alter von 26 Jahren im Kanton San Vicente zur damals jüngsten Bürgermeisterin Ecuadors gewählt. Im März 2024 wurde sie erschossen. Ihre Amtszeit führt Robert Lara zu Ende.
Entwicklung der Einwohnerzahl im Kanton San Vicente bei landesweiten Volkszählungen zum jeweiligen Gebietsstand:
| Jahr                    | Einwohner | +/-    |
| ----------------------- | --------- | ------ |
| 2001                    | 19.116    | –      |
| 2010                    | 22.025    | 15,2 % |
| 2022                    | 24.997    | 13,5 % |
| Datenherkunft: Wikidata |           |        |